# Židovský hřbitov ve Zderazi
Židovský hřbitov ve Zderazi, která je součástí obce Kolešovice na Rakovnicku, se nachází na katastru sousední obce Oráčov.

## Historie
První zmínky o židovském osídlení v této oblasti se dochovaly z poloviny 17. století. Židovské rodiny se zde zřejmě začaly usazovat ke konci třicetileté války. V roce 1811 bylo na panství Kolešovice a Petrovice zapsáno 21 familiantů. V roce 1900 se k židovské národnosti přihlásilo z obcí Kolešovice, Zderaz, Oráčov, Hokov a Děkov 123 obyvatel, v roce 1930 už pouze 64.

## Popis
Půdorys hřbitova tvoří obdélník o rozloze 1686 m2. Při fotodokumentaci v roce 2015 zde bylo zjištěno 398 náhrobních kamenů. Nejstarší část hřbitova se nachází ve středu jeho severní poloviny.
Nejstarší náhrobek je datován do roku 1656, druhý nejstarší čitelný náhrobek je z roku 1690. Do 18. století je jich prokazatelně datováno 37, do 19. století 122. Z 20. století se jich zachovalo pouze 14.